# Сендеров, Валерий Анатольевич
Валерий Анатольевич Сендеров (19 марта 1945, Москва — 12 ноября 2014, там же) — советский и российский математик, диссидент, педагог, публицист, правозащитник, политзаключённый.

## Биография
Родился 19 марта 1945 года в Москве. Отец — инженер Анатолий Яковлевич Сендеров (1902—1951), из ортодоксальной еврейской семьи, выпускник Одесского строительного института. Мать Зинаида Леонидовна Сендерова (1920—1999) была адвокатом, русская.
В 1962—1968 годах Валерий Сендеров учился в Московском физико-техническом институте. В 1968 году, перед защитой диплома, был исключён из института за чтение и распространение философской литературы. Окончил институт в 1970 году. Был исключён из аспирантуры МОПИ за работу «Философия Ницше».
В 1970-х годах читал лекции и вёл семинары по высшей математике во 2-й физико-математической школе в Москве, среди учеников были такие будущие известные математики, как А.Б.Гивенталь.
Вступив в конце 1970-х в Народно-трудовой союз российских солидаристов и примкнув к Международному обществу прав человека (МОПЧ), Валерий Сендеров активно участвовал в деятельности НТС и МОПЧ в СССР. В 1980—1990-х годах стал одним из активных деятелей Международного общества прав человека.
С 1981 года Валерий Сендеров — член Совета представителей Свободного межпрофессионального объединения трудящихся (СМОТ), а также один из редакторов Информационного бюллетеня СМОТ. Также он участвовал в издании правозащитного «Бюллетеня В».
Летом 1982 года был арестован КГБ за публикацию различных статей в русских изданиях за рубежом, главным образом — журнале «Посев» и газете «Русская Мысль».
После своего ареста Валерий Сендеров объявил органам КГБ о том, что он является членом НТС. Таким образом, вместе с Ростиславом Евдокимовым они оказались первыми в России открытыми членами НТС. На процессе в Московском городском суде Валерий Сендеров также открыто заявлял о своем членстве в НТС и выразил готовность продолжить борьбу с советским режимом и после освобождения. Приговорён к максимальному наказанию по ст. 70 части 1-й УК РСФСР (антисоветская агитация и пропаганда) — 7 лет колонии строгого режима с последующей ссылкой на 5 лет.
Отбывал срок в Пермской области в учреждении ВС 389/35, станция Всесвятская, Чусовской район. За отказ от выполнения требований администрации большую часть срока заключения провёл в карцере (ШИЗО), что тогда, в частности, означало 450 г чёрного хлеба в день, горячая пища — через день, постоянный холод. Причина бойкота лагерного режима — протест против конфискации Библии, невозможность заниматься математикой.
В 1985—1986 годах в качестве наказания за бойкот лагерного режима находился в Чистопольской тюрьме.

«Когда я спросил Сендерова, как, собственно, ему сиделось, он ответил: „Прекрасно, Леня; сейчас самый подходящий возраст для того, чтобы сидеть в тюрьме! Я написал статьи по математике, религией интересовался“»— Леонид Полтерович 
В марте 1987 года Валерий Сендеров наряду с другими политзаключёнными был досрочно освобождён.
К 1988 году Валерий Сендеров наряду с Ростиславом Евдокимовым фактически становится руководителем всей организации НТС на территории России. В феврале 1988 года Валерий Сендеров провёл первую пресс-конференцию НТС в Москве.
В августе 1991 года был включен в список «лидеров демократического движения» или «самых ярких деятелей перестройки», которых по приказу председателя КГБ В. А. Крючкова следовало задержать на неопределённый срок при введении чрезвычайного положения в городе Москве.
В период «перестройки» НТС активно способствовал созданию первых оппозиционных партий в СССР. В частности, Валерий Сендеров принял деятельное участие в создании Российского христианского демократического движения (РХДД), являлся членом центральных органов этой партии. Вышел из РХДД в марте 1992 г. в знак протеста против «отступничества» лидеров РХДД и «вырождения» этого движения в «красно-коричневую эсеровскую политическую группу».
Автор многих статей в журналах «Вопросы философии», «Новый мир», газете «Русская мысль», ряде сборников, а также ряда статей по математике, функциональному анализу, теории операторов.
Валерий Сендеров является также автором книг «Математика для русских евреев: сборник задач, предлагаемых евреям-абитуриентам на вступительных экзаменах на механико-математическом факультете МГУ», изд. в Вашингтоне в 1988 г., «Физико-математические олимпиады». М., 1977 (соавт.), «Это наша война». М., 1993 (о войне в Карабахе).
По политическим взглядам Валерий Сендеров — монархист, солидарист, антикоммунист.
В марте 2014 года, во время аннексии Крыма, выступил с резкими антизападными заявлениями, утверждал, что «Никаких лидеров, кроме Путина, сегодня просто нет», что «лучше иметь дело с циничным квалифицированным юристом Путиным, чем с воем толпы: „Навальный вас любит!“» и отрицал наличие в Российской Федерации политических заключенных.
Несмотря на тяжёлую болезнь, организовал и провел 14 октября конференцию Посева и ИНИОН, посвященную Миланскому эдикту, а в начале ноября 2014 года успел принять участие в подготовке математической олимпиады при МФТИ.
Скоропостижно скончался 12 ноября 2014 года. Похоронен на Введенском кладбище (19 уч.). После смерти Сендерова у него осталась жена и трое несовершеннолетних детей.

## Борьба с антисемитизмом
В 1980 году совместно с Борисом Каневским написал и распространил в самиздате работу «Интеллектуальный геноцид» — о дискриминации евреев при поступлении в советские вузы, особенно на механико-математический факультет МГУ.
Сендеров исследовал способы, которыми администрация мехмата преграждала путь еврейским абитуриентам. Так, наиболее талантливым из них, которых сложно было отсеять иными способами, в качестве задач на вступительных экзаменах предлагалось решать сложнейшие математические задачи всесоюзных и международных математических олимпиад, что было прямо запрещено инструкциями Минвуза СССР. Для отсева также были придуманы специальные задачи, которые имели формальное решение в рамках школьной программы, но решить их за разумное время было невозможно (эти задачи назывались «гробы»). На устных экзаменах задавались вопросы, выходящие далеко за рамки школьной программы. Иногда еврейских абитуриентов на устных экзаменах объединяли в отдельные группы, и аудитории, в которых у них принимали экзамены, на сленге назывались «газовые камеры».
Сендеров не только исследовал проблему, но составил списки наиболее каверзных задач, подготовил памятку о том, как надо отвечать на экзаменах и помогал абитуриентам в их борьбе с приёмными комиссиями. В дальнейшем Сендеров стал одним из создателей в Москве неформальных учебных курсов под названием «Еврейский народный университет», где известные математики читали на добровольных началах лекции не поступившим на мехмат МГУ и т. п. Народный университет действовал с 1978 по1983 годы.